# Mark Strand
Mark Strand (ur. 11 kwietnia 1934 na Summerside, zm. 29 listopada 2014 w Brooklynie) – amerykański poeta pochodzenia żydowskiego. W 1999 roku zdobył Nagrodę Pulitzera w dziedzinie poezji za utwór pt. Blizzard of One.

## Życiorys
Urodził się na terenie Kanady. Do 4. roku życia zamieszkiwał w Halifax i w Montrealu, następnie rodzina przeprowadziła się do Filadelfii. W 1957 roku ukończył studia w Antioch College, a w 1962 roku obronił magisterium na University of Iowa; podczas studiów korzystał ze stypendium Fulbrighta. Był następnie wykładowcą literatury angielskiej na Uniwersytecie Columbia.
Oprócz poezji Strand opublikował także dwie książki pisane prozą i trzy książki dla dzieci, a także przetłumaczył niektóre utwory Rafaela Albertiego i Carlosa Drummonda de Andradego. Należał do Academy of American Poets.

## Wybrane poezje[4]
- Reasons for Moving (1968)
- The Story of Our Lives (1973)
- Selected Poems (1980)
- The Continuous Life (1990)
- Dark Harbor (1993)
- Blizzard of One (1998)
- Man and Camel (2006)
- New Selected Poems (2007)
- Almost Invisible (2012)
- Collected Poems (2014)